# 三官三教关帝庙
三官三教关帝庙，位于山西省长治市黎城县东阳关镇枣镇村，是一座古建筑，建于清。
2021年8月4日，三官三教关帝庙公布为山西省文物保护单位，编号6-183。